# Предприемачество
Предприемачеството е процес на стартиране на ново предприятие или обновяване на вече създадено. Логиката на значението е свързана с това, че човек решава да предприеме нови действия по бъдещ проект за създаване на бизнес или по настоящ, вече създаден. Отнасяме го към икономическите дейности, свързани със създаването на нова фирма или обновявания на вече съществуваща. Предприемачът е работодател, който регистрира индивидуално или в съдружие собствена фирма. Поради разбираеми икономически причини свързваме предприемаческите функции най-вече със сектора на малките и средни фирми, познати като дребен бизнес, понеже големите фирми не са в началото на създаването на фирмата.
Предприемачеството е описано като "способността и готовността за развитие, организиране и управление на бизнес начинание, заедно с всички рискове, за да се постигне печалба „. Въпреки че определението за предприемачество обикновено се съсредоточава върху стартирането и управлението на бизнеса, поради високия риск, свързан със стартирането, значителна част от стартиращите предприятия трябва да бъдат закрити поради „липса на финансиране“, лоши бизнес решения, икономическа криза, липса на пазарно търсене или комбинация от всичко това. Понякога се използва по-широко определение на термина, особено в областта на икономиката. В тази употреба предприемачът е предприятие, което има способността да намира и да действа въз основа на възможности за превръщане на изобретения или технологии в нови продукти: „Предприемачът може да разпознае търговския потенциал на изобретението и да организира капитала, таланта и други ресурси, които превръщат изобретението в търговско осъществимо нововъведение. В този смисъл терминът „Предприемачество“ също така обхваща иновативни дейности от страна на установени фирми, в допълнение към подобни дейности от страна на нови предприятия.

## Видове предприемачи
- Етнически предприемачи

Терминът „етническо предприемачество“ се отнася до собствениците на самостоятелно заети предприятия, които принадлежат към расови или етнически малцинствени групи в САЩ и Европа. Дългата традиция на академичните изследвания изследва опита и стратегиите на етническите предприемачи, тъй като се стремят да се интегрират икономически в основното течение на американското или европейското общество. Класическите случаи включват еврейски търговци и търговци в големи градове в САЩ през 19-и и началото на 20 век, както и китайски и японски собственици на малки предприятия (ресторанти, фермери, собственици на магазини) на Западния бряг. През 2010 г. етническите предприемачески инициативи са проучени в случая с кубинските собственици на бизнес в Маями, индийските собственици на мотели в САЩ и китайските собственици на бизнес в китайските щати в Съединените щати. Докато предприемачеството предлага на тези групи много възможности за икономически напредък, самонаемането и собствеността на предприятията в САЩ остават неравномерно разпределени по расови / етнически признаци. Въпреки многобройните успешни истории на азиатските предприемачи, скорошен статистически анализ на данните от преброяването в САЩ показва, че белите са по-склонни от азиатците, афроамериканците и латиноамериканците да бъдат самостоятелно заети в престижни доходоносни индустрии.
- Институционални предприемачи

Роденият в Америка британски икономист Едит Пенроуз подчерта колективния характер на предприемачеството. Тя споменава, че в съвременните организации човешките ресурси трябва да бъдат комбинирани, за да се улавят и създават по-добри възможности за бизнес. Социологът Paul DiMaggio (1988: 14) разшири този възглед, за да каже, че „нови институции възникват, когато организирани участници с достатъчни ресурси [институционални предприемачи] виждат в тях възможност да реализират интереси, които ценят високо“ Понятието е широко приложено.
- Културни предприемачи

Според Кристофър Реа и Николай Волланд културното предприемачество е „практика на индивидуална и колективна агенция, характеризираща се с мобилността между културните професии и начините на културно производство“, която се отнася до дейности и сектори на творческата индустрия. В книгата си „Бизнесът на културата“ (2015 г.) Реа и Волленд идентифицират три типа културни предприемачи: „културни личности“, определени като „личности, които изграждат собствената си лична креативност като културен орган и го използват за създаване и поддържане на различни културни предприятия“; „магнати“, дефинирани като „предприемачи, които изграждат съществено влияние в културната сфера чрез изграждане на синергии между своите промишлени, културни, политически и филантропски интереси“; и „колективни предприятия“, организации, които могат да се занимават с културно производство с цел печалба или с нестопанска цел.
- Феминистки предприемачи

Феминисткият предприемач е индивид, който прилага феминистки ценности и подходи чрез предприемачество, с цел подобряване на качеството на живот и благополучие на момичетата и жените. Много от тях правят това, като създават предприятия „за жени, от жени“. Феминистките предприемачи са мотивирани да навлязат в търговските пазари с желание да създадат богатство и социални промени, основани на етиката на сътрудничество, равенство и взаимно уважение.
- Социални предприемачи

Студентски организатори от Зеления клуб в Newcomb College Institute създадоха организация за социално предприемачество през 2010 г.
Социалното предприемачество е използването на новосъздадените компании и други предприемачи за разработване, финансиране и прилагане на решения на социални, културни или екологични проблеми. Тази концепция може да се прилага към различни организации с различни размери, цели и вярвания. Предприемачите с нестопанска цел обикновено измерват ефективността, като използват бизнес показатели като печалба, приходи и увеличение на цените на акциите, но социалните предприемачи са или нестопански или съчетават печалба с генериране на положителна „връщане към обществото“ и поради това трябва да използват различни показатели. Социалното предприемачество обикновено се опитва да постигне по-широки социални, културни и екологични цели, често свързани с доброволческия сектор, в области като облекчаване на бедността, здравеопазване и развитие на общностите. Понякога могат да се създават социални предприятия с печалба, които да подкрепят социалните или културните цели на организацията, но не и като самият край. Например, организация, която има за цел да осигури жилище и заетост на бездомните, може да работи в ресторант, както за набиране на пари, така и за осигуряване на заетост на бездомните.
- Зараждащи предприемачи

Зараждащият се предприемач е някой, който е в процес на създаване на бизнес начинание. В това наблюдение, зараждащият се предприемач може да се разглежда като преследващ възможност, т.е. възможност да се въведат нови услуги или продукти, да се обслужват нови пазари или да се разработят по-ефективни производствени методи по печеливш начин. Но преди да се създаде подобно начинание, възможността е само идея за рискове. С други думи, преследваната възможност е възприемчива по природа, подкрепена от личните вярвания на зараждащия се предприемач относно осъществимостта на изходните резултати, които възприемащият предприемач се опитва да постигне. Предскачаването и стойността му не може да бъде потвърдена ex ante, но само постепенно, в контекста на действията, които предприемачът предприема за създаване на предприятия. В крайна сметка тези действия могат да доведат до път, който зараждащият се предприемач счита за вече непривлекателен или осъществим или да доведе до появата на (жизнеспособен) бизнес. В този смисъл, с течение на времето възприемащото предприятие може да се движи към прекратяване или към успешно излизане като оперативна единица.